# The Last Fight (computerspel)
The Last Fight is een videospel voor de Commodore 64. Het spel werd uitgebracht in 1989. 